# Canton de Limoges-Puy-las-Rodas
Le canton de Limoges-Puy-las-Rodas est une ancienne division administrative française située dans le département de la Haute-Vienne et la région Nouvelle-Aquitaine. À la suite du redécoupage cantonal de 2014, le canton est fondu dans ceux de Limoges-1, Limoges-2, Limoges-8 et Limoges-9.

## Histoire
Le canton a été créé en 1982 en scindant en deux celui de Limoges Isle

## Représentation
| Période | Période | Identité            | Étiquette | Qualité |
| ------- | ------- | ------------------- | --------- | --- |
| 1982    | 2011    | Jean-Paul Bonnet    | PS        | Ancien secrétaire général adjoint de la mairie de Limoges                                                          |
| 2011    | 2015    | Mme Gülsen Yildirim | PS        | Professeur des universités, conseillère municipale de Limoges (2008-2014) Elue en 2015 dans le Canton de Limoges-9 |

## Composition
Le canton de Limoges-Puy-las-Rodas groupe une fraction de communes et compte 9 801 habitants au recensement de 2010.
| Communes | Population (2012) | Code postal | Code Insee |
| -------- | ----------------- | ----------- | ---------- |
| Limoges  | 9 801             | 87280       | 87085      |

## Démographie
| 1962 | 1968 | 1975 | 1982 | 1990 | 1999  | 2006   | 2010  |
| ---- | ---- | ---- | ---- | ---- | ----- | ------ | ----- |
| -    | -    | -    | -    | -    | 9 757 | 10 030 | 9 801 |